# Papa Calisto I
Calisto (em latim: Callixtus; ca. 155 — Roma, 222) foi papa de 217 a 222, tendo sucedido ao papa Zeferino. Seu papado aconteceu durante o reinado dos imperadores romanos Heliogábalo e Alexandre Severo.

## Biografia
Seu contemporâneo e inimigo, Hipólito, relata que Calisto foi um jovem escravo negro que era responsável de pegar a coleta de fiéis para ajudar órfãs e viúvas. Calisto perdeu a coleta e fugiu de Roma, mas foi capturado perto do Porto. De acordo com o relato, Calisto pulou de uma ponte para não ser pego, mas foi resgatado e levado de volta ao seu mestre. Ele foi alforriado a pedido de credores na esperança de que recuperassem o dinheiro, mas ele foi preso por ter brigado em uma sinagoga, quando tentou emprestar dinheiro ou receber débitos de alguns judeus.
Após ter sido denunciado como cristão, Calisto foi condenado a trabalhar nas minas da Sardenha. Finalmente, ele foi libertado com outros cristãos, a pedido de Jacinto. Sua saúde estava tão enfraquecida, que seus companheiros enviaram-no para recuperar-se em Âncio, e foi-lhe dada uma pensão pelo Papa Vítor I.
Calisto foi o diácono a quem o Papa Zeferino confiou as catacumbas da Via Ápia, até hoje chamadas de Catacumbas de Calisto.
Seu papado foi marcado com as críticas de ser demasiado indulgente ao administrar o sacramento da penitência, divergência que levou Hipólito de Roma a ser contraposto a ele como antipapa. O motivo da discórdia fora a questão trinitária e a absolvição concedida por Calisto aos pecadores de adultério, homicídio e apostasia, absolvição que antes só era dada uma vez na vida e após uma dura penitência pública, enquanto os reincidentes eram excluídos da comunhão eclesial. De acordo com uma tradição muito antiga, Calisto morreu mártir durante uma rebelião popular no dia 14 de agosto.
Ele foi enterrado no cemitério de Calepódio na Via Aureliana. Seus restos mortais foram levados para Santa Maria in Trastevere no século XIX.